# The Lapins Crétins : La Grosse Aventure
 (mars 2024).
Si vous disposez d'ouvrages ou d'articles de référence ou si vous connaissez des sites web de qualité traitant du thème abordé ici, merci de compléter l'article en donnant les références utiles à sa vérifiabilité et en les liant à la section « Notes et références ».
En pratique : Quelles sources sont attendues ? Comment ajouter mes sources ?
The Lapins Crétins : La Grosse Aventure (Rabbids Go Home) est une comédie d'aventure, jeu vidéo d'action et d'aventure et de plates-formes développé par Ubisoft Montpellier et publié par Ubisoft. Il est sorti le 6 novembre 2009 sur Wii. Aux États-Unis, le jeu a été vendu sous le titre Rabbids Go Home. Ce jeu signe l'indépendance des Lapins Crétins pour leurs apparitions (car ils n'apparaitront plus dans les jeux de Rayman, désormais).

## Synopsis
Vivant paisiblement dans leur décharge sur Terre, au milieu des humains, les lapins se voient soudain interrompus dans leurs jeux par une vision : une Lune. Fascinés par la splendeur de la « chose », ils décident de profiter de leur lieu d'habitation pour créer un « tas de trucs » tel que nommé dans le jeu.
Partant à l'aventure, deux lapins (Rara et Bidbid) partent dans le monde des humains avec un chariot, chercher encore d'autres « trucs » pour atteindre la Lune. Ils passeront par les canalisations des égouts pour entrer en ville et découvrir une société ultra-capitaliste, véritable caricature de notre société de consommation. Au fil de l'aventure, ils seront de plus en plus pourchassés par les Verminators, des Humains en combinaison accompagné de chiens.

## Système de jeu
Le joueur contrôle trois lapins, l'un assis dans un chariot de supermarché (Bidbid) et un autre le poussant (Rara). Le troisième, Bambam, est présent dans la Wiimote et peut-être lancé sur diverses grilles ou interrupteurs avec le bouton Z pour actionner divers systèmes. L'objectif de The Lapins Crétins: La Grosse Aventure est de récupérer des objets en entrant en contact avec ces derniers. Avec les objets récupérés, les lapins créent un amoncellement qui permet au joueur d'accéder à de nouveaux niveaux. Le jeu est divisé en niveaux très courts, chacun d'entre eux contenant un gros objet spécial à trouver.
Le Jeu offre plusieurs endroits différents : des supermarchés , des aéroports , des bureaux des finances, des hôpitaux, des villas, des lieux dans la nature, etc .
Un mode deux joueurs est possible, l'un contrôle le chariot et l'autre le lapin dans la Wiimote, qui peut être lancé plus fort et qui peut s'agripper aux humains.

## Personnages
• Rara et Bidbid : deux lapins crétins qui parcourent la ville et les lieux publics à l'aide de leur chariot . Ce sont les seuls personnages jouables dans le jeu. 
• Le lapin collecteur : grâce à son tuba , ce lapin crétin récolte touts les objectes récoltés , on peut aussi récolter des ampoules pour regagner des vies.
• Le lapin peintre : ce lapin crétin munit de sa brosse de peinture jaune , il donne toujours des conseils au joueur. 
• Les verminators : Ce sont des humains en combinaison de protection pour exterminer les lapins crétins. Ils apparaissent régulièrement dans le jeu, ils peuvent être des mini boss ou des boss de niveaux . Les attaques des verminators varient selon leur couleur, les attaques étant de plus en plus difficiles au fur et à mesure du jeu. On dénombre 5 verminators différents 
1. Le Vermipingouin de couleur brune qui réalise ses attaques grâce à des "gamelles" tel que l'indique le jeu. Ce verminator apparaît pour la première fois dans le jeu sur le niveau Tarmac est pertinente. Ils s'exterminent par deux attaques "Bwah" sur le costume, ou directement par une attaque "Bwah" couplé à un dérapage.
2. Le Vermitank qui fait office de "mini-boss" à la fin du niveau Tarmac est pertinente. Muni d'un costume métallique, il ne peut être tué que par des attaques arrières sur un distributeur d'oxygène qui permet au costume de tenir. Il ne se déplace qu'à l'aide de roulettes, et sera couplé à de nombreux autres Vermitank, notamment dans le niveau Qui va piano va pas si sano.
3. Le Vermivolant qui est de couleur verte et dont l'attaque se réalise sur la technique du vol. Après avoir flotté dans les airs, son attaque se réalisera en retombant violemment sur le sol. Sa première apparition dans le jeu se fait dans le niveau J'avions jamais cru voir ça où ces mêmes ennemis font aussi office d'aide à la propulsion lorsque Rara et Bidbid pilotent un réacteur d'avion dans un aéroport.
4. Le Vermilaser qui est de couleur bleue et dont la spécialité est le maniement du laser. Ses attaques se font à distance mais la principale difficulté pour le joueur est de l'approcher sans se prendre un dégât. Ce personnage intervient vers le milieu de l'aventure, lors du niveau Baaah gages !
5. Le Vermiboule qui est de couleur noire et dont la spécialité est la "toupie infernale". Lorsque cet ennemi se met à tourbilloner, il devient alors invincible et ne peut être attaqué par le joueur. Il reste assez rare et fait une première apparition au deux-tiers de l'aventure, dans le niveau Ça sent le sapin !

• Le Père Noël/ Marcel : à plusieurs reprises, les lapins tomberons sur le père noël qui ne distribue pas de cadeaux, mais en le démasquant ce dernier révèle qu'il s'appelle Marcel. 
• Bénédicte :  Employée et secrétaire du directeur d'une entreprise d'affaires, elle se fait souvent réprimander pour son retard. Lorsque ce personnage apparaît, le joueur se retrouve dans un espace où le temps est limité, entre 30 et 35 secondes. En cas d'échec, le joueur reprends depuis le début de la zone, en perdant néanmoins tous les objets accumulés. Bénédicte est aperçue dans une tétralogie de niveau dans l' entreprise : L'heure, c'est l'heure ! , Avant l'heure, c'est pas l'heure ! , Après l'heure, c'est plus l'heure ! et L'heure et l'argent du l'heure où Bénédicte apparaît en costume rose, comme l'ensemble des personnages lors de l'ultime section du jeu.
• Barnabé : Homme malade, il tombe amoureux de Bernadette, son infirmière. L'ensemble des niveaux où il intervient se déroulent d'abord dans un hôpital, puis dans une centrale d'épuration avant qu'il ne se retrouve en plein cœur d'un casino. Accompagné de son lit, les lapins l'utiliseront pour s'envoler grâce à trois sauts possibles, ce qui donne ainsi lieu à des niveaux assez aériens. Nous retrouvons Barnabé dans : Maladie d'amour, La Revanche de la Maladie d'amour, Le retour de la maladie d'amour (qui se déroule dans une centrale d'épuration et qui peut être considéré comme un des niveaux les plus difficiles du jeu) et Où est passé la maladie d'amour ?. L'infirmière et Barnabé vont se marier dans l'épisode Où est passé la maladie d'amour ? , cependant le mariage est interrompu par les lapins qui emmèneront Barnabé voyager dans différents casinos situé a l'arrière de l'église.     

## Wiimote
Il est possible d'accéder à l'intérieur de la Wiimote pour faire des mini-jeux, créer des figurines et surtout personnaliser les trois lapins jouables en les colorant ou en les décorant de tags débloqué par des cadeaux gagnés dans l'aventure. Il est possible d'utiliser des outils pour les déformer ou leur couvrir la tête de différents objets (calamar ou poulet par exemple).
Le 27 novembre 2009 en Europe et le 28 décembre 2009 en Amérique sort "Labo Lapins Crétins" ("Rabbids Lab" en anglais) pour 500 Nintendo Points sur la chaîne boutique Wii, qui ne contient que cette partie sur l'intérieur de la Wiimote.

## Doublage
- Lapins Crétins : Yoann Perrier
- Humains : Marie-Laure Beneston, Frantz Confiac, Pierre-Alain de Garrigues, Thierry Kazazian, Mirabelle Kirkland, Sylvain Lemarié, Martial Le Minoux, Edwige Lemoine, Gilbert Lévy, Maïté Monceau, Caroline Pascal, Christine Pâris, Mathieu Rivolier, Stéphane Roux (en), Marc Saez, Serge Thiriet, Sybille Tureau, Antoine Tomé, Isabelle Volpe